# Ceroprepes
Ceroprepes é um gênero de mariposa pertencente à família Crambidae.